# Слипенчук, Михаил Викторович
Михаи́л Ви́кторович Слипенчу́к (род. 20 января 1965, Рубцовск Алтайский край, РСФСР, СССР) — российский предприниматель, государственный, общественный и политический деятель. Заведующий Кафедрой рационального природопользования Географического факультета МГУ им. М. В. Ломоносова. Основатель и руководитель Группы компаний «МЕТРОПОЛЬ». В 2011—2016 годах Депутат Государственной думы Федерального собрания Российской Федерации VI созыва от «Единой России», заместитель председателя комитета Госдумы по природным ресурсам, природопользованию и экологии, избран в Республике Бурятия.

## Биография

### Образование
В 1987 году окончил Географический факультет МГУ (кафедра рационального природопользования), в 1993 году — аспирантуру того же факультета. В 1994 году защитил кандидатскую диссертацию на тему «Особенности накопления аэротехногенных поллютантов в городской среде» и получил ученую степень кандидата географических наук.
В 1997 году окончил Межотраслевой институт повышения квалификации и переподготовки руководящих кадров и специалистов при Экономической академии им. Г. В. Плеханова (специальность «Финансы и кредит»).
В 2010 году защитил докторскую диссертацию на тему «Интеграция нового экономического пространства России: глобальный, корпоративный и региональный аспекты».

### Научные звания, степени, членство в образовательных учреждениях и редакционных коллективах
- Доктор экономических наук, кандидат географических наук.
- Заведующий кафедрой рационального природопользования географического факультета МГУ им М. В. Ломоносова (с октября 2011 года).
- Член-корреспондент Международной Академии Экологии, безопасности природы и общества (секция экономики).
- Член редакционной коллегии энциклопедии «Байкал. Природа и люди», атласа «Устойчивое развитие Байкальского региона», журнала «Мир Байкала».
- Член редакционного совета журнала «Арктика. Экономика и экология».

### Профессиональная деятельность
Основатель и руководитель Группы компаний «МЕТРОПОЛЬ» с 1995 г. по 19.12.2011 г. Ядро Группы — Инвестиционная финансовая компания «МЕТРОПОЛЬ» (основана в 1995 году).
Группа компаний «МЕТРОПОЛЬ» — крупная международная инвестиционная промышленная группа с российским капиталом. Компании Группы ведут деятельность на всех основных капиталоемких рынках, в числе которых: рынок ценных бумаг, прямые инвестиции, освоение и разработка месторождений, создание промышленных холдингов, девелопмент, туристический и гостиничный бизнес, поддержка инновационных проектов и др.
В 2012—2017 годах председатель Попечительского совета Всероссийского общества охраны природы.

### Политическая и общественная деятельность
- Заместитель председателя комитета Государственной думы Федерального собрания Российской Федерации VI созыва по природным ресурсам, природопользованию и экологии
- Депутат Государственной думы Федерального собрания Российской Федерации VI созыва от Республики Бурятия, фракция Единая Россия (декабрь 2011 г.)
- Глава Арктической группы в Государственной Думе
- Координатор депутатской группы по взаимодействию с парламентом Японии
- Член межфракционной депутатской группы «Байкал»
- Председатель правления Евразийского Делового Совета (ЕДС)
- Председатель Делового Совета по сотрудничеству с Вьетнамом
- Председатель Попечительского совета Всероссийского общества охраны природы (ВООП)
- Основатель Фонда поддержки военно-морского флота «КРЕЙСЕР „ВАРЯГ“»
- Президент Федерации карате Кекусин-кан Карате-до России
- Президент Фонда развития боевых искусств
- Вице-президент Ассоциации полярников, председатель Комиссии по науке и промышленным технологиям
- Председатель Попечительского совета Фонда содействия сохранению озера Байкал (ФССОБ)
- Председатель Попечительского Совета Бурятского отделения Русского географического общества
- Член Русского географического общества
- Член Американского географического общества
- Член Клуба Гумбольдта при Американском Географическом обществе

В 2016 году выдвинулся на праймериз «Единой России», но снял свою кандидатуру за несколько дней до голосования.

### Деятельность в области спорта
В 1987—1989 годах начал заниматься Каратэ-до Кёкусин в Хабаровске под руководством Евгения Исакова (ныне — 5-й дан IKO Мацуи). После значительного перерыва продолжил занятия под руководством сихана Александра Нестеренко, обладателя степени 5-й дан IKO Мацуи (позднее 6-й дан Кёкусин-кан). Является обладателем мастерского чёрного пояса степени 3-й дан.

М. В. Слипенчук является бессменным президентом Федерации Кёкусин-кан каратэ-до России с момента её создания (13 января 2004 года), вице-президентом Европейской организации каратэ-до Кёкусин-кан, представителем России в Международном комитете Международной организации каратэ-до Кёкусин-кан. Входит в Президиум Ассоциации Киокусинкай России.
В настоящее время:
- Президент Федерации карате Кекусин-кан Карате-до России.
- Президент Фонда развития боевых искусств.

### Собственность и доходы
Согласно поданной декларации, Слипенчук получил в 2011 году доход в размере более 897 миллионов рублей. Слипенчук — крупный землевладелец: ему принадлежит 147 земельных участков общей площадью 1 798 301 квадратных метров, в том числе два участка в Конго. Также депутату принадлежат 5 жилых домов — три в России и два в Конго, 3 квартиры, легковой автомобиль, два снегохода и два мотовездехода.
В рейтинге доходов депутатов Госдумы за 2011 год Слипенчук занимает четвёртое место.
В рейтинге богатейших бизнесменов России русского издания журнала Forbes занял в 2012 году 164 строчку (в 2011 г. был на 193 месте) с состоянием 600 млн долларов США. Занимал 10 место в рейтинге доходов чиновников в 2012 году.
Согласно пятому ежегодному рейтингу Forbes самых состоятельных чиновников, парламентариев и менеджеров госкомпаний России, Михаил Слипенчук с доходом 1 298 млн руб. за 2013 год занял третье место. Для составления списка исследовались декларации о доходах и имуществе за 2013 год сотрудников администрации президента, правительства РФ, федеральных министерств и ведомств, глав субъектов Федерации, сотрудников администраций и законодательных собраний регионов, топ-менеджеров госкорпораций и госкомпаний.
По состоянию на 2011 год Слипенчуку принадлежали вклады в банках Швейцарии, Монако, Франции и России на общую сумму 1,8 млрд рублей. Ему также принадлежали доли в ОАО «Банк ВТБ», ОАО «Ростелеком», ОАО «Сбербанк России», ОАО «Распадская», ОАО «Группа Компаний ПИК», ОАО «Фармстандарт», ОАО «Газпром» и других компаниях.

### Награды
- Юбилейная медаль «70 лет Вооруженных Сил СССР»- Указ Президиума ВС СССР от 24 января 1988 г.
- За достигнутые трудовые успехи и многолетнюю добросовестную работу награждён медалью ордена «За заслуги перед Отечеством» II степени — Указ Президента РФ от 12 июля 2010 г.
- По результатам парламентской работы в 2014 г. награждён Почетной грамотой и медалью Государственной Думы Федерального Собрания РФ, Грамотой Министерства природных ресурсов за значительный личный вклад в развитие законодательства в области природопользования и обеспечение экологической безопасности. Правительство РФ объявило М. В. Слипенчуку благодарность за многолетнюю плодотворную законотворческую деятельность и развитие законодательства РФ.
- За большой вклад в развитие сотрудничества между государствами — членам Евразийского экономического сообщества награждён почетной грамотой за подписью Президента РФ, Председателя Межгосударственного совета ЕврАзЭС В. В. Путина.
- За вклад в развитие российско-монгольских отношений награждён Орденом Полярной звезды (Монголия).
- За вклад в благотворительную и социальную деятельность награждён орденом святого благоверного князя Даниила Московского III степени, орденом святого Сергия Радонежского III степени, орденом святого равноапостольного Николая, архиепископа Японского III степени, Царскосельской художественной премией «За поддержку культурных проектов», премией «Благотворитель года — 2008» в Республике Бурятия.
- За достигнутые трудовые успехи и многолетнюю добросовестную работу награждён медалью ордена «За заслуги перед Отечеством» I степени — Указ Президента РФ от 25 декабря 2018 г.

Лауреат премии Правительства Российской Федерации 2012 года в области науки и техники.

## Избранные публикации
Публикации Михаила Слипенчука перечислены на его персональном сайте, в том числе
1. Формирование финансово-промышленных кластеров: региональный фактор глобализации. — М., «Экономика», 2009
2. Трансазийская система кластеров: геополитический форсайтинг. — М., «Академкнига», 2009
3. На пути к фрактальной теории корпоративного управления. — «Экономические стратегии», № 3 (61), 2008
4. На пути к фрактальной теории корпоративного управления. — «Экономические стратегии — Центральная Азия», № 3 (11), 2008
5. Мировой ипотечный кризис: уроки регулирования финансового рынка. — «Федеральный справочник», 2008
6. Глобализация мирового финансового рынка и перспектива российского сектора. — «Труды ИСА РАН», 2008, т. 36
7. Глобализация экономики и мировой финансовый рынок: контрапункт развития. — «Труды ИСА РАН», 2009[11]
8. Человеческий капитал и корпоративное управление в современной экономике. — «Теория и практика управления», № 5, 2009
9. Арктика: экономическое измерение. — М., «Академкнига», 2013
10. Вода: ресурс жизни, экономики, политики. — М., «Интеграция: Образование и Наука» РАН, 2019
11. Слипенчук М. В., Щербаков А. Б. Андрей Капица: Колумб XX века. — М.: Молодая гвардия, 2023. — 399[1] с.: ил. — (Жизнь замечательных людей).

### Интервью
- Интервью М. В. Слипенчука журналу «Рынок Ценных Бумаг» январь 2011 года
- Интервью М. В. Слипенчука газете РБК-Daily март 2011 года
- Михаил Слипенчук в программе Олега Тинькова «Бизнес-секреты» 28 марта 2011 года
- М. В. Слипенчук на радио Finam FM в программе «Они сделали это!» март 2011 года
- Интервью М. В. Слипенчука журналу «Меркурий» октябрь 2011 года
- «Видеть цель» // Вестник НАУФОР. — 2011. — № 11.
- М. В. Слипенчук на радио Finam FM декабрь 2011 года

- Официальная страница Слипенчук, Михаил Викторович в социальной сети Facebook